# Reinas
Reinas é um filme de drama de amadurecimento de 2024 dirigido por Klaudia Reynicke a partir de um roteiro que ela coescreveu com Diego Vega, estrelado por Abril Gjurinovic, Luana Vega, Jimena Lindo, Gonzalo Molina e Susi Sánchez. É uma coprodução internacional suíço-peruana-espanhola. O filme foi selecionado como a entrada suíça para o Melhor Longa-Metragem Internacional no 97º Oscar, mas não foi indicado.

## Sinopse
No Peru da década de 1990, duas irmãs estão prestes a deixar seu país quando inesperadamente se reencontram com um pai ausente. Esse relacionamento amplificará e aliviará sua dor pela mudança.

## Elenco
- Abril Gjurinovic as Lucía
- Luana Vega as Aurora
- Jimena Lindo as Elena
- Gonzalo Molina as Carlos
- Susi Sánchez

## Produção
As filmagens começaram em 31 de janeiro de 2023 e terminaram em 14 de março de 2023, no Peru.

## Lançamento
O filme estreou na Competição Dramática de Cinema Mundial no Festival de Cinema de Sundance de 2024 em 22 de janeiro de 2024, e foi exibido em 17 de fevereiro de 2024, na seção Geração 14plus do 74º Festival Internacional de Cinema de Berlim. Foi lançado comercialmente em 22 de agosto de 2024, nos cinemas peruanos e em 6 de setembro de 2024, nos cinemas espanhóis.